# Euraziatische Basketball League
De Euraziatische Basketball League (Euraziatische League) is een basketbal league opgericht in 2019. De competitie was het eerste commerciële project van een regionale competitie in Europa en Azië en was aanvankelijk bedoeld voor de deelname van de basketbalteams uit vier landen - Armenië, Kazachstan, Rusland en Wit-Rusland.

## Geschiedenis
Het idee om de Euraziatische Basketball League te creëren ontstond na het EAEU Cup-basketbaltoernooi, dat op 23 en 26 februari 2018 in Jerevan werd gehouden. Daarna werd het toernooi bijgewoond door teams die Armenië, Wit-Rusland, Kazachstan en Rusland vertegenwoordigden. Er werd overeenstemming bereikt over de hervorming van de EAEU Cup in de Euraziatische League. Het idee werd ondersteund door clubs en FIBA.
De persconferentie gewijd aan het eerste seizoen van de Euraziatische League vond plaats op 12 augustus 2019 en begon met een vergadering van de delegatie onder leiding van president Karen Giloyan en voorzitter van de raad van de Euraziatische Economische Commissie Tigran Sargsyan. De bijeenkomst werd bijgewoond door vertegenwoordigers van de Eurasian League-clubs: president van Aragats Asjtarak David Dzhontoyan (Armenië), vice-president van de basketbalfederatie van de Oblast Mogiljov van Wit-Rusland Vitali Ignatovitsj (Wit-Rusland), president van Barsy Atıraw Bulat Mukhambetkalliev (Kazachstan), president van Arsenal Toela Viktor Oeskov (Rusland), vice-president van de Moskou Basketbal Federatie Vagram Vardoemjan (Rusland). Om FIBA-steun te krijgen, heeft de Euraziatische League goedkeuring gekregen van alle nationale federaties van deelnemende clubs, waaronder de Russische basketbalfederatie. Het toernooi staat onder toezicht van het hoofd van de professionele basketbalafdeling van de Federatie Nikita Morgoenov van de RBF.

## Winnaars van de Euraziatische League
| Jaar | Plaats  | Winnaar       | Uitslag | Tegenstander |                   | 3e      | Uitslag        | 4e |
| ---- | ------- | ------------- | ------- | ------------ | ----------------- | ------- | -------------- | -- |
| 2020 | Jerevan | Arsenal Toela | 89 - 78 | Barsy Atıraw | Borisfen Mahiljow | 92 - 80 | Urartu Jerevan |    |